# 奥野村
奥野村（おくのむら）は、茨城県稲敷郡にかつて存在した村である。現在の茨城県牛久市の東部に位置している。
村の南部には小野川が流れている。

## 沿革
- 1889年（明治22年）4月1日 - 町村制施行に伴い、久野村・正直村・島田村・井ノ岡村・奥原村・桂町村・福田村・小坂村が合併し信太郡奥野村が発足。
- 1896年（明治29年）4月1日 - 信太郡・河内郡が合併し稲敷郡が発足。稲敷郡奥野村になる。
- 1955年2月10日 - 稲敷郡牛久町に編入し、消滅。